# Bataille de Zusmarshausen
Guerre de Trente Ans
Batailles
La bataille de Zusmarshausen, qui eut lieu le 17 mai 1648, est l'une des dernières grandes batailles de la guerre de Trente Ans et la dernière en territoire allemand.

## Le contexte
Les armées catholiques, commandées respectivement par le comte Jost Maximilian von Gronsfeld (de) — qui était depuis 1645 commandant en chef de l'armée de Maximilien de Bavière — et par le comte Peter Melander de Holzappel, avaient investi vainement, en janvier 1648, la ville de Magdebourg. Elles faisaient retraite vers le Danube qu'elles devaient traverser à Günzburg. 
Elles poursuivaient une armée suédoise sous les ordres de Carl Gustaf Wrangel et une armée française commandée par Turenne, qui atteignirent le Danube le 13 mai près de Lawingen. 
Des dissensions apparurent entre Gronsfeld et Melander, touchant des questions de préséance ; elles retardèrent une action concertée des troupes du camp impérial.

## La bataille
Les Franco-Suédois franchissent le Danube à Lawingen que tient une garnison française, et par une marche de nuit, atteignent leurs ennemis à Zusmarshausen entre Lawingen et Augsbourg.
Les Austro-Bavarois brûlent alors leur camp et tâchent de se retirer à la faveur des bois et des ravins. Leur arrière-garde fait une belle défense. Elle est commandée par le comte Raimondo Montecuccoli, officier italien au service de l'empereur, qui se trouve pour la première fois en face de Turenne, et qui deviendra un jour son rival de gloire. 
La cavalerie de Montecuccoli est renversée. Le général en chef des impériaux, Melander, revient au secours de son arrière-garde et s'efforce d'arrêter les Franco-Suédois mais il est mortellement blessé. 2 000 fantassins sont pris ou sabrés autour de son corps. 8 canons sont enlevés, et toute l'armée austro-bavaroise eût été détruite si le duc Ulric de Würtemberg (de) n'était intervenu derrière les rives escarpées d'un ruisseau avec 2 000 à 3 000 hommes d'élite qui se laissèrent héroïquement mitrailler pour donner au reste de l'armée le temps de gagner Augsbourg.

## Les conséquences
Leur victoire ouvrait aux alliés français et suédois la route vers le sud de l'Allemagne. Ils ravagèrent toute la rive droite du Danube, chassèrent l'électeur de Bavière de ses États et marchèrent sur l'Inn. Les pluies les empêchèrent de franchir cette rivière, et le manque de vivres les força de se retirer dans la Souabe.